# Alurnus grossus
Alurnus grossus es un coleóptero de la familia Chrysomelidae.
Fue descrita científicamente por primera vez en 1775 por Fabricius.